# Новоусольцево
Новоусольцево — упразднённый посёлок в Заринском районе Алтайского края. На момент упразднения входил в состав Новомоношкинского сельсовета. Исключен из учётных данных в 1983 году.

## География
Располагался на левом берегу реки Большая Матвеевка (приток Матвеевки), в 6,5 км (по-прямой) к западу от села Смирново.

## История
Основан в 1803 г. В 1928 г. село Ново-Усольцево состояло из 137 хозяйств. В административном отношении являлось центром Ново-Усольцевского сельсовета Чумышского района Барнаульского округа Сибирского края.
Решением Алтайского краевого исполнительного комитета от 27.07.1983 года № 270 поселок исключен из учётных данных.

## Население
В 1926 г. в селе проживало 729 человек (324 мужчины и 405 женщин), основное население — украинцы.